# Camelia Macoviciuc
Camelia Macoviciuc, férjezett neve Mihalcea (Hudești, 1968. március 1. –) olimpiai és világbajnok román evezős.

## Pályafutása
Az 1996-os atlantai olimpián könnyűsúlyú kétpárevezősben aranyérmes lett Constanța Burcică-Pipotăval. 1997 és 1999 között egy világbajnoki arany- és két bronzérmet szerzett.

## Sikerei, díjai
- Olimpiai játékok – könnyűsúlyú kétpárevezős
  - aranyérmes: 1996, Atlanta
- Világbajnokság – könnyűsúlyú kétpárevezős
  - aranyérmes: 1999
  - bronzérmes (2): 1997, 1998